# II bitwa pod Małogoszczem
II bitwa pod Małogoszczem – bitwa powstania styczniowego stoczona 16 września 1863 roku. Władysław Sokołowski ps. „Iskra” zaatakował Małogoszcz, prowadząc 400-osobowy oddział wojsk powstańczych (250 strzelców, 100 kosynierów i 50 kawalerzystów). Atak został jednak rozbity przez przeważające siły rosyjskie, które otrzymały przed bitwą znaczne wzmocnienie. Polacy zostali wyparci, grupa kosynierów dostała się do niewoli.
W księgach metrykalnych parafii w Małogoszczu zapisy dokonane przez ks. Nestora Bierońskiego potwierdzają, że obok licznej grupy powstańców wywodzących się z pobliskich miejscowości w oddziale wojsk narodowych byli ochotnicy z Włoch i Francji.
Mogiła powstańców znajduje się na terenie cmentarza w Małogoszczu bezpośrednio przy grobie 175 powstańców poległych w I bitwie małogoskiej. Długo nie przywiązywano wagi do upamiętnienia ofiar drugiej bitwy, a mogiła była zapomniana i coraz bardziej zaniedbana. W roku 2007 powstała grupa inicjatywna, wywodząca się z Towarzystwa Przyjaciół Małogoszcza, która doprowadziła do odbudowy grobu. Został wystawiony nagrobek z bloku piaskowca zwieńczony żeliwnym krzyżem oraz tablica nagrobna z czarnego marmuru. Wyryto na niej napis: tu spoczywa 37 powstańców  poległych w bitwie 16 września 1863 r. Cześć ich pamięci.